# Nagyacsád, Veszprém
Nagyacsád  este un sat în districtul Pápa, județul Veszprém, Ungaria, având o populație de 646 de locuitori (2011). 

## Demografie
Componența etnică a satului Nagyacsád
     Maghiari (98,34%)
     Germani (1,11%)
     Necunoscut (0,55%)
     Alții (0,55%)
Componența confesională a satului Nagyacsád
     Romano-catolici (27,71%)
     Luterani (20,59%)
     Reformați (19,2%)
     Fără religie (5,42%)
     Necunoscută (27,09%)
     Alte religii (0,62%)
Conform recensământului din 2011, satul Nagyacsád avea 646 de locuitori. Din punct de vedere etnic, majoritatea locuitorilor (98,34%) erau maghiari, existând și minorități de germani (1,11%) și polonezi (1,11%). Apartenența etnică nu este cunoscută în cazul a 0,55% din locuitori. Nu există o religie majoritară, locuitorii fiind romano-catolici (27,71%), luterani (20,59%), reformați (19,2%) și persoane fără religie (5,42%). Pentru 27,09% din locuitori nu este cunoscută apartenența confesională.